# L'Emprise du crime
Pour plus de détails, voir Fiche technique et Distribution.
L'Emprise du crime (titre original : The Strange Love of Martha Ivers) est un film américain réalisé par Lewis Milestone, sorti en 1946.

## Synopsis
À Iverstone, une nuit de 1928, la jeune Martha Ivers fugue avec son ami Sam Masterson pour échapper à la tyrannie de sa riche tante, Mrs Ivers. La police les retrouve et ramène Martha chez sa tante, qui recevait la visite du cupide précepteur de la jeune fille, Mr O'Neil et du fils de celui-ci, Walter, un garçon peureux du même âge que Martha.
Plus tard dans la nuit, les deux jeunes gens sont dans la chambre de Martha, bientôt rejoint par Sam qui entre clandestinement par la fenêtre. Quelque temps après, sous les yeux de Walter, mais en l'absence de Sam qui a fui, Mrs Ivers bat froidement le petit chat de la jeune Martha qui, prise de colère, tue sa tante d'un coup de canne qui la projette dans l'escalier.
Martha, très calme et persuasive, invente une histoire d'homme venu du dehors, que Walter confirme, et que Mr O'Neil s'empresse d'accepter, entrevoyant tout l'avantage qu'il pourra tirer à s'occuper de cette héritière désormais seule au monde, et à la rapprocher de son fils. Les deux enfants ignorent que Sam n'a pas assisté à la scène.
Dix-huit ans plus tard, Sam Masterson se retrouve par hasard dans la ville de son enfance, Iverstone. Un accident de voiture l'oblige à y passer la nuit. Il y rencontre une jeune femme, Toni Marachek, récemment sortie de prison, avec laquelle il sympathise.
Toni devait retourner chez elle mais décide finalement de rester à Iverstone. Elle est alors emprisonnée à nouveau pour violation de conditionnelle. Sam apprend que Walter O'Neil est devenu procureur de la ville et qu'il est promis à une brillante carrière politique. Il apprend également qu'il a épousé Martha.
Pensant demander un service à un vieil ami, il décide d'aller le trouver afin de le prier d'intervenir en faveur de la libération de Toni. Il rencontre également Martha à cette occasion. Les deux époux croient alors à une tentative de chantage, persuadés que Sam connait la vérité sur le meurtre de Mrs Ivers, pour lequel un innocent a été condamné. Pour compliquer le tout, Martha, qui est une femme de tête, semble toujours très éprise de Sam, qu'elle aimait déjà alors qu'ils étaient enfants...

## Fiche technique
- Titre : L'Emprise du crime
- Titre original : The Strange Love of Martha Ivers
- Réalisation : Lewis Milestone
  - Assistants réalisateur : Robert Aldrich et Richard McWhorter (non crédités)
- Production : Hal B. Wallis
- Scénario : Robert Rossen et Robert Riskin (non crédité), d'après Love Lies Bleeding, une histoire originale de John Patrick
- Photographie : Victor Milner
- Montage : Archie Marshek
- Direction artistique : Hans Dreier et John Meehan
- Décors : Sam Comer et Jerry Welch
- Création des costumes : Edith Head
- Maquillage : Wally Westmore
- Effets visuels : Farciot Edouart et (non crédités) Jan Domela et Gordon Jennings
- Musique : Miklós Rózsa
  - Orchestration : Eugene Zador
- Société de production : Hal Wallis Productions
- Société de distribution : Paramount Pictures
- Pays d'origine : États-Unis
- Langue : anglais
- Format : Noir et blanc - 1.37 : 1 - Mono (Western Electric Recording) - 35 mm
- Genre : film noir, Drame
- Durée : 116 minutes
- Dates de sortie : 
  -  États-Unis : 25 juillet 1946
  -  France : 5 décembre 1947
- Affiche : Roger Soubie (France)

## Distribution
- Barbara Stanwyck : Martha Ivers
- Van Heflin : Sam Masterson
- Lizabeth Scott : Toni Marachek
- Kirk Douglas : Walter O'Neil
- Judith Anderson : Mme Ivers
- Roman Bohnen : M. O'Neil
- Darryl Hickman : Sam enfant
- Janis Wilson : Martha enfant
- Ann Doran : Bobbi St John, la secrétaire
- Frank Orth : le réceptionniste de l'hôtel
- James Flavin : le détective
- Mickey Kuhn : Walter enfant
- Charles D. Brown : McCarthy

Acteurs non crédités
- Walter Baldwin : Dempsey, le patron du garage
- Catherine Craig : la servante française
- Gino Corrado : un serveur à la boîte de nuit
- Blake Edwards : le marin
- Tom Fadden : le chauffeur de taxi
- Robert Homans : Gallagher
- Olin Howland : l'employé du journal
- John Kellogg : Joe
- Bert Roach : un homme attendant un ami

## Tournage
Selon l'autobiographie de Kirk Douglas, quelques jours du tournage furent assurés par Byron Haskin (qui ne sera pas crédité), Lewis Milestone s'étant absenté dans le cadre d'une grève des décorateurs qui se déroulait à l'époque.

## DVD
- France - le film a connu deux éditions en France :
  - L'Emprise du crime (DVD-5 Keep Case) sorti le 17 décembre 2004 chez Bach Films. Le ratio image est en 1.33:1 plein écran 4:3 en version anglaise 2.0 mono avec sous-titres. En suppléments une présentation d'autres films de l'éditeur, un making of de la restauration et la bande annonce originale du film. Il s'agit d'une édition Zone 2 Pal. ASIN B0007DDQV0
  - L'Emprise du crime (DVD-5 Keep Case) sorti le 3 février 2009 chez Lancaster. Les détails techniques et suppléments sont identiques à l'édition de Bach Films. ASIN B000P1KRWU

## Distinctions
Le film a été présenté en sélection officielle en compétition au Festival de Cannes 1947.